# Jens Binner

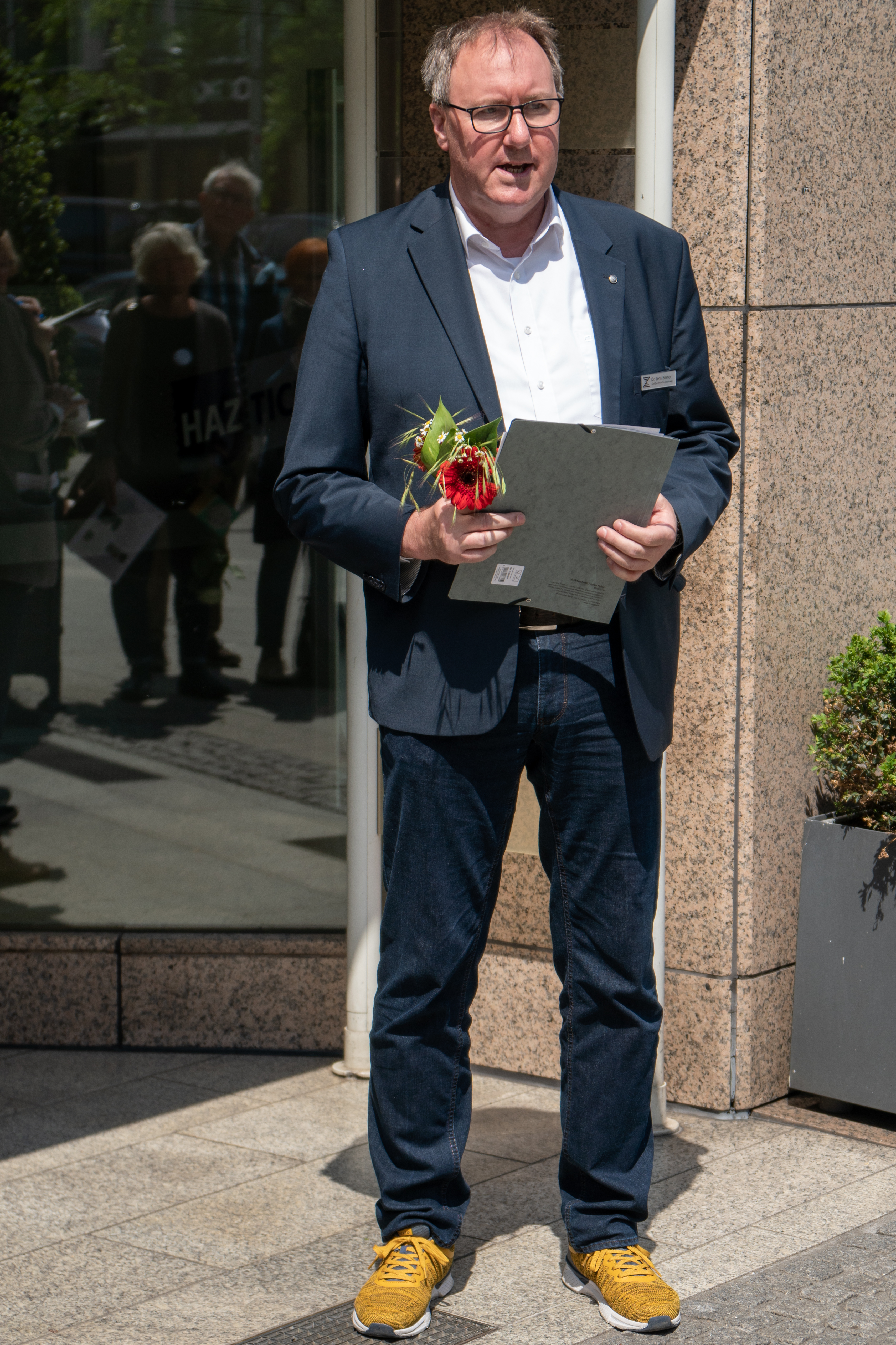
Jens Binner, 2022

Jens Binner (geboren 1965 in Hannover) ist ein deutscher Historiker. Als Direktor leitet er das Team Erinnerungskultur der Stadt Hannover sowie das ZeitZentrum Zivilcourage als Lernort zur hannoverschen Stadtgesellschaft im Nationalsozialismus.

## Leben
Binner studierte von 1994 bis 2000 das Fach Geschichte mit den Nebenfächern Politische Wissenschaft und Soziologie an der Universität Hannover. Parallel dazu wirkte er von 1999 bis 2007 als Mitarbeiter des Stadtarchivs Peine, bis er 2007 an der Philosophischen Fakultät der Universität Hannover mit der Dissertation „Ostarbeiter“ und Deutsche im Zweiten Weltkrieg. Prägungsfaktoren eines selektiven Deutschlandbildes promovierte.
2007 bis 2010 arbeitete er als wissenschaftlicher Mitarbeiter am Projekt Zwangsarbeit im Nationalsozialismus der Stiftungen Gedenkstätten Buchenwald und Mittelbau-Dora sowie von 2010 bis 2012 im Projekt Neue Dauerausstellung der Stiftung Lager Sandbostel. Ab Januar 2013 war er wissenschaftlicher Mitarbeiter am Ausstellungsprojekt Geschichte des KZ Buchenwald der Gedenkstätte Buchenwald. Ab 2015 wirkte er als persönlicher Referent des Geschäftsführers der Stiftung niedersächsische Gedenkstätten und leitete die dortige Abteilung für Kommunikation und Veranstaltungen.
Zudem wirkte Binner am Lehrstuhl für Geschichte in Medien und Öffentlichkeit der Universität Jena.
Nach einer bundesweiten Ausschreibung trat Binner die Nachfolge von Karljosef Kreter, dem langjährigen Leiter der Städtischen Erinnerungskultur Hannovers, an: Am 1. Juni 2021 übernahm er als Direktor die Leitung des ZeitZentrum Zivilcourage. Lernort zur hannoverschen Stadtgesellschaft im Nationalsozialismus. In seiner Funktion im Team Erinnerungskultur der niedersächsischen Landeshauptstadt ist Binner damit gleichzeitig zuständig für die Organisation entsprechender Gedenkveranstaltungen und Stolpersteinverlegungen. Zudem gibt er gemeinsam mit Julia Berlit-Jackstein, Florian Grumblies und Edel Sheridan-Quantz im Auftrag der niedersächsischen Landeshauptstadt die Schriftenreihe Kleine Schriften zur Erinnerung heraus.
Binner ist 2. Vorsitzender des Kreisheimatbundes Peine und publiziert unter anderem in Kooperation mit der Stiftung niedersächsische Gedenkstätten über die Novemberpogrome 1938 auf der Seite pogrome1938-niedersachsen.de.

## Schriften (Auswahl)
- Jens Binner (Hrsg.): „... und trug das Zeichen OST.“ Zwangsarbeit in Stadt und Landkreis Peine (= Schriftenreihe des Kreisheimatbundes Peine, Bd. 4), Peine: Kreisheimatbund, 2002, ISBN 3-9805245-2-3.
- Ein Spaziergang durch das jüdische Peine, Führer, hrsg. vom Peiner Bündnis für Zivilcourage und Toleranz, Peine: Peiner Bündnis für Zivilcourage und Toleranz, 2003
- Georg Bösche (Verf.), Jens Binner (Einl., Kom.): „... bis wir den Sieg errungen haben.“ Die Dungelbecker Kriegschronik 1939–1945 (= Quelleneditionen aus dem Stadtarchiv, Bd. 1), Stadtarchiv Peine, Peine 2005.
- Die deutsche Historiographie und die Darstellung des Zwangsarbeitereinsatzes im Nationalsozialismus, 2005
- Jens Binner, Ralf Holländer (Red.): Peiner Persönlichkeiten, Bd. 2: Altmann, Sanders, v. Saldern (= Schriftenreihe des Kreisheimatbundes Peine, Bd. 5), Kreisheimatbund, Peine 2006, ISBN 3-9805245-3-1.
- Jens Binner (Einl., Komm.): Besprechungen beim Kreis-Residenz-Offizier 1947. Wohnungsnot, Barackenlager, Brennstoffmangel, Torfaktion, Schwarzmarkt, Interzonenpässe, Flüchtlinge ... (= Quelleneditionen aus dem Stadtarchiv, Bd. 2), Stadtarchiv Peine, Peine 2007.
- „Ostarbeiter“ und Deutsche im Zweiten Weltkrieg. Prägungsfaktoren eines selektiven Deutschlandbildes (= Forum Deutsche Geschichte, Bd. 18), zugleich Dissertation 2007 an der Universität Hannover, Martin Meidenbauer, München 2008, ISBN 978-3-89975-686-9.
- Jens Binner (Red.): Opfer des Hasses. Der Holocaust in der UdSSR 1941–1945. Il'ja Al'tman (= Zur Kritik der Geschichtsschreibung, Bd. 11), mit einem Vorwort von Hans-Heinrich Nolte, aus dem Russischen von Ellen Greifer, Gleichen: Muster-Schmidt, 2008, ISBN 978-3-7881-2032-0.
- Jens Binner (Hrsg.): Die jüdische Gemeinde in Peine vom Mittelalter bis 1942 (= Schriftenreihe des Kreisheimatbundes Peine, Bd. 6), Peine: Kreisheimatbund Peine e. V., [2009], ISBN 978-3-9805245-6-8.
- Volkhard Knigge (Hrsg.), Jens Binner et al.: Zwangsarbeit. Die Deutschen, die Zwangsarbeiter und der Krieg, Begleitband zur gleichnamigen, Internationalen Wanderausstellung der Stiftung Gedenkstätten Buchenwald und Mittelbau-Dora, Weimar 2010, ISBN 978-3-935598-17-0.
  - englische Sprachausgabe: Forced labor. The Germans, the forced laborers, and the war. Companion volume to the exhibition, Stiftung Gedenkstätten Buchenwald und Mittelbau-Dora, Weimar 2010, ISBN 978-3-935598-18-7.
  - polnische Parallelausgabe: Praca przymusowa, Niemcy, robotnicy przymusowi i wojna. Katalog towarzyszący wystawie. Wystawa Fundacji Miejsc Pamięci Buchenwald i Mittelbau-Dora ..., Mie̜dzynarodowa Wystawa Objazdowa Praca Przymusowa. Niemcy, Robotnicy Przymusowi i Wojna, Weimar: Fundacji Miejsc Pamięci Buchenwald i Mittelbau-Dora, 2013, ISBN 978-3-935598-22-4; Inhaltsverzeichnis
- Peine zwischen Weimarer Republik und Nationalsozialismus. Vortrag am 9. September im Kreismuseum Peine, Hrsg.: Landkreis Peine, Peine 2014, ISBN 978-3-930462-23-0.
- Jens-Christian Wagner (Hrsg.), Jens Binner et al.: Nucená práce. Němci, nuceně nasazení a válka. Katalog mezinárodní putovní výstavy / vydali z pověření Nadace památníků Buchenwald a Mittelbau Dora Volkhard Knigge ..., Praha: Nakl. Lidové Noviny, 2014, ISBN 978-80-7422-347-1.
- Andreas Ehresmann (Hrsg.), Jens Binner et al.: Das Stalag X B Sandbostel. Geschichte und Nachgeschichte eines Kriegsgefangenenlagers. Katalog der Daueraustellung, München; Hamburg: Dölling und Galitz, 2015, ISBN 978-3-86218-074-5.
- Ralf Holländer, Jens Binner (Red.): Alrum Throne. Beiträge zur Wüstungsforschung im Landkreis Peine (= Schriftenreihe des Kreisheimatbundes Peine. Band 7). Kreisheimatbund Peine e. V., Peine 2016, ISBN 978-3-9805245-7-4 (formal falsch). Korrekte ISBN 978-3-9805245-7-5.
- Hans-Heinrich Nolte, Rolf Wernstedt (Hrsg.), Jens Binner (Red.): Russlandbilder – Deutschlandbilder (= Zur Kritik der Geschichtsschreibung, Band 15). Muster-Schmidt Verlag, Zürich 2018, ISBN 978-3-7881-2036-8.
- Kriegsende in Nordwestdeutschland: Handlungsspielräume, Gewaltexzesse und die Befreiung des KZ Bergen-Belsen in Befreite und Befreier? Kriegsende in Hamburg 1945, Hrsg. Helmut Stubbe da Luz, Hamburg 2025, S. 41–60, ISBN 978-3-86818-218-7